# كاره للماء

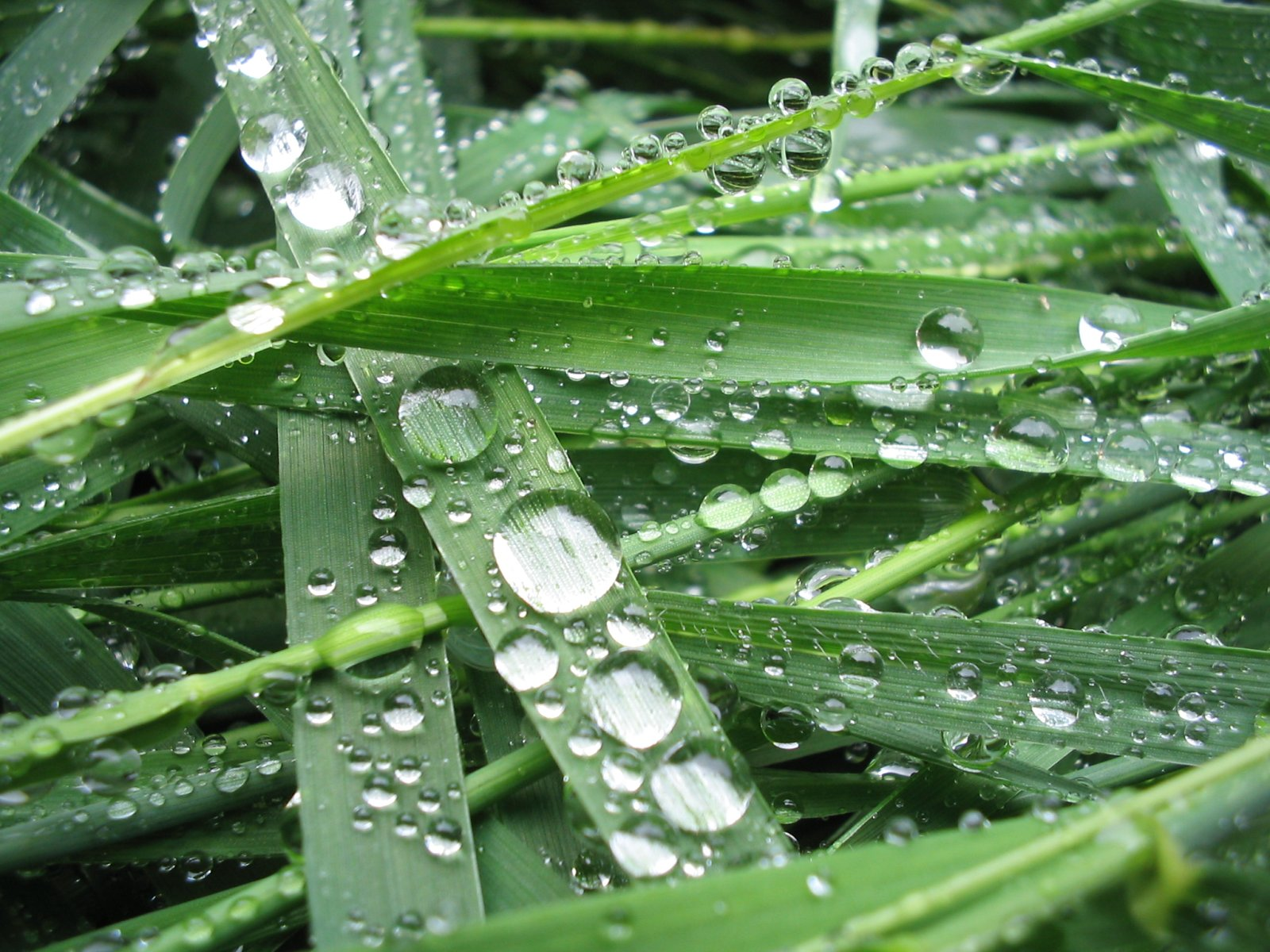
قطرات الماء على سطح العشب الكاره للماء

كاره للماء صفة تستعمل في الكيمياء الفيزيائية لوصف الخاصة الفيزيائية لجزيء عندما يتم دفعه (صده) من قبل كتلة الماء. تكون الجزيئات الكارهة للماء لاقطبية في الغالب، لذا فهي تفضل الجزيئات المعتدلة الأخرى والمحلات اللاقطبية. في الأوساط المائية تتجمع الجزيئات الكارهة للماء على بعضها البعض مشكلة ما يدعى باسم «مذيلة»، بالمقابل فإن جزيئات الماء يكون لها زاوية تماس كبيرة على السطوح الكارهة للماء.
من الأمثلة على الجزيئات الكارهة للماء نذكر الألكانات والزيوت والشموع. على العموم تعد الدهون من المواد الكارهة للماء، حيث تتلازم صفة محب للدهن مع كاره للماء في أغلب الأحيان.

## التسمية
كاره للماء أو دفوع للماء أو صاد الماء (هيدروفوب Hydrophobe مأخوذة من اليونانية Υδωρ = hydro = ماء و phobos = خوف).

## كره فائق للماء

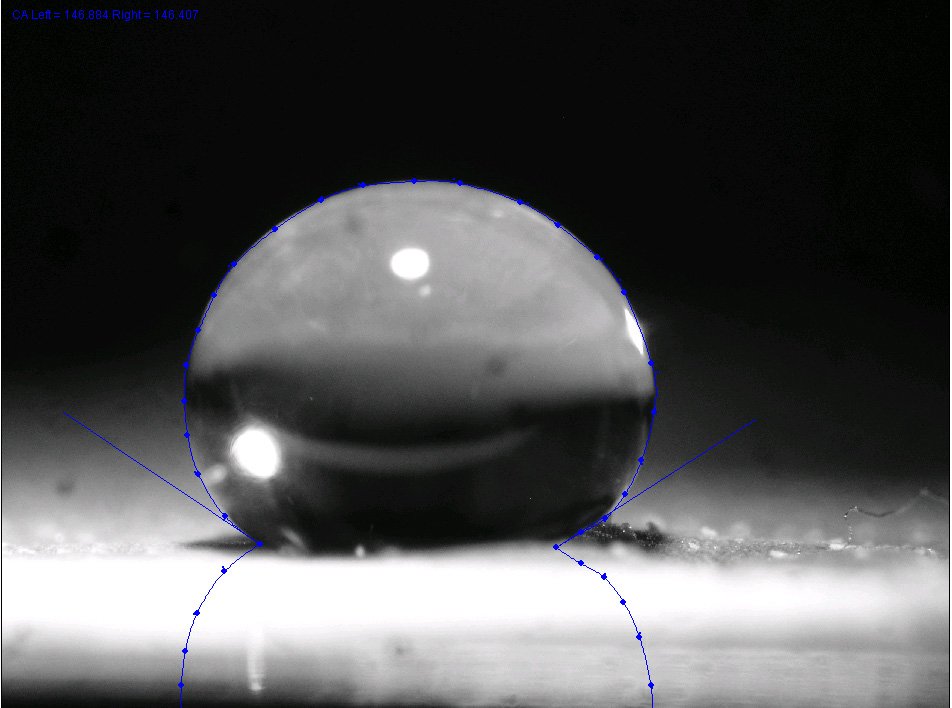
قطرة على سطح زهرة اللوتس

كره الماء الفائق (Ultrahydrophobicity) خاصية كيميائية تصف الأسطح شديدة النفور من الماء، أي من الصعب جدًّا أن تترطب، حيث تكون زوايا اتصال قطرة الماء تتجاوز الـ150 درجة وزاوية التخلف المغناطيسية المُكوَّرة لزاوية الاتصال أقل من 10 درجات. ويشار إلى هذه الخاصية أيضًا باسم تأثير لوتس، وذلك لحدوثه على أوراق زهرة اللوتس؛ وقطرات الماء التي لها هذا التأثير على بعض الأسطح يمكن أن ترتد تمامًا مثل الكرة المطاطية.

### النظرية
في عام 1805، قام العالم توماس يونغ بتعريف زاوية الاتصال θ من خلال تحليل القوى التي تعمل على إيقاف قطرة سائلة على سطح صلب محاط بالغاز.
{\displaystyle \gamma _{SG}\ =\gamma _{SL}+\gamma _{LG}\cos {\theta }}
حيث

القطرات السائلة تقع على سطح صلب محاط بالغاز. وزاوية الاتصالθ_{C}، هي الزاوية التي شكلتها القطرة بتقاطعها مع ثلاثة حدود هم: السائل، والغاز، والسطح الصلب.

إيقاف قطرات على سطح صلب ومحاطة بالغاز تُشكِّل خاصية زاوية الاتصال θ. حيث إذا كان السطح الصلب خام، والسائل في اتصال شديد مع مادة صلبة قاسية، ستكون القطرات في حالة ونزل. وإذا كان إيقاف قطرات السائل على قمم قاسية، فإن تلك القطرات في حالة كاسي وباكستر.

{\displaystyle \gamma _{SG}\ } = التوتر السطحي بين المادة الصلبة والغاز
{\displaystyle \gamma _{SL}\ } = التوتر السطحي بين المادة الصلبة والمادة السائلة
{\displaystyle \gamma _{LG}\ } = التوتر السطحي بين المادة السائلة والغاز
والزاوية هنا يمكن قياسها باستخدام مزواة زاوية الاتصال
قال ونزل أنه عندما يكون السائل في اتصال شديد مع سطح ذي بنية مجهرية سوف تتغير الزاوية θ إلى {\displaystyle \theta _{W}*}
{\displaystyle \cos {\theta }_{W}*=r\cos {\theta }}
حيث r هي نسبة المساحة الفعلية للمنطقة المتوقعة. وتظهر معادلة ونزل بأن البنية المجهرية عبارة عن سطح تضخيم للميل الطبيعي للسطح الأصلي. حيث السطح الكاره للماء (يحتوي على زاوية اتصال أصلية أكبر من 90 درجة) ويصبح أكثر كرهًا للماء عندما تُكوِّن البنية المجهرية زاوية اتصال جديدة أكبر من الأصلية. ومع ذلك، على سطح ماء (الذي يحتوي على زاوية اتصال أصلية أقل من 90 درجة) ليصبح أكثر حُبًّا للماء أن تُكوِّن بنيته المجهرية زاوية اتصال جديدة أقل من الأصلية.
اكتشف كاسي وباكستر أنه في حالة تعليق المادة السائلة على قمم بُنى مجهرية، الزاوية θ سوف تتغير إلى {\displaystyle \theta _{CB}*}
{\displaystyle \cos {\theta }_{CB}*} = φ(cos θ + 1) – 1
حيث φ جزء من المنطقة الصلبة التي تلامس السائل. والسائل في حالة كاسي وباكستر أكثر قدرة على الحركة من حالة ونزل.
ويمكن توقع ما إذا كانت حالة ونزل أو حالة كاسي وباكستر موجودة عن طريق حساب زاوية اتصال جديدة في كل المعادلات. وذلك من خلال التقليل من جدال الطاقة الحرة، والعلاقة التي تتنبأ بزاوية اتصال جديدة أصغر حجمًا هي الحالة الأكثر احتمالًا في الوجود. لذا فإن حالة كاسي وباكستر أُثبِتَت رياضيًّا بأنها موجودة، وعليه فإن العبارة الرياضية التالية صحيحة:
cos θ <(φ-1)/(r - φ)
إن حالة كاسي وباكستر توجد عند وجود معيارين هما:
1. تغلب قوى خط الاتصال على قوى الجسم دون الاعتماد على وزن الجسم
2. أن تكون البنية المجهرية طويلة بما فيه الكفاية لمنع السائل أن يسد البنية المجهرية من لمس قاعدة البنية المجهرية.

زاوية الاتصال هي مقياس ثابت لخاصية كره الماء، أما زاوية اتصال التخلف المغناطيسي، وزاوية الانزلاق فهما مقياسان حَرَكِيَّان. لذا فإن زاوية اتصال التخلف المغناطيسي هي ظاهرة تُمَيِّز تجانس السطح. عندما تضخ الماصة من الحالة السائلة إلى الحالة الصلبة، فإن السائل يُشكل بعضًا من زاوية الاتصال. وكلما زادَت سيولة ضخ الماصة، فإن حجم القطرات، وزاوية الاتصال يزدادان، ولكن الحدود الثلاثة تبقى ثابتة وتنحسر للخارج، ولو تقدمَت زاوية الاتصال مع تقدم القطرات فورًا للخارج فتسمى عندها زاوية اتصال متقدمة، تُقاس زاوية الاتصال التي تنحسر حاليًّا من خلال ضخ السائل مرة أخرى لتنسحب القطرات. ولذا تُواجه القطرات نقصان في الحجم، وعليه فإن زاوية الاتصال تنقص، ولكن الحدود الثلاثة تبقى ثابتة وتنحسر للداخل. ولو انحسرت زاوية الاتصال مع انحسار القطرات على فورًا للداخل زاوية اتصال مُنحسِرَة. ويُطلق على الفرق بين التقدم والانحسار لزوايا الاتصال بزاوية اتصال التخلف المغناطيسي، ويمكن استخدام هذه الزاوية لتوصيف عدم تجانس الأسطح، والخشونة، والتنقل. والأسطح التي ليست متجانسة يكون فيها المجال يُعيق حركة خط الالتماس. زاوية الانزلاق هي مقياس حَرِكِي آخر لكره الماء ويتم قياسها بإيداع قطرات على سطح وإمالة هذا السطح حتى تبدأ القطرات بالانزلاق. والسوائل في حالة كاسي وباكستر يكون فيها زوايا اتصال التخلف المغناطيسي وزوايا الانزلاق أقل من تلك الموجودة في حالة ونزل.
نموذج بسيط يمكن استخدامه للتنبؤ بفعالية الأسطح (سواءً في حالة ونزل أو في حالة كاسي وباكستر)، لزاوية الاتصال وزاوية اتصال التخلف المغناطيسي. والعامل الرئيس لهذا النموذج هو كثافة خط الالتماس Λ، وهو المحيط الكلي للمادة الصلبة على مساحة وحدة معينة.
إن كثافة خط الالتماس الحرجة Λc هي وظيفة قوى الجسم والسطح، مع المنطقة المتوقعة للقطرات.
{\displaystyle \Lambda _{C}={\frac {-\rho {g}{V^{1/3}}(({\frac {1-cos(\theta _{a})}{sin(\theta _{a})}})(3+({\frac {1-cos(\theta _{a})}{sin(\theta _{a})}})^{2}))^{2/3}}{(36\pi )^{1/3}\gamma cos(\theta _{a,0}+w-90)}}}
حيث
ρ = كثافة القطرات السائلة
g = تسارع الجاذبية
V = حجم القطرات السائلة
θa = تقدم زاوية الاتصال
θa,0 = تقدم زاوية الاتصال للركيزة الملساء
γ = التوتر السطحي للسائل
w = زاوية برج الجدار
إذا كان Λ> Λc فإن القطرات تتوقف في حالة كاسي وباكستر. وأما في حالة ونزل إلا فإن القطرات تنهار.
لحساب انحسار زوايا الاتصال المتقدمة الجديدة في حالة كاسي وباكستر، يمكن استخدام المعادلات التالية:
{\displaystyle \theta _{a}=\lambda _{p}(\theta _{a,0}+w)+(1-\lambda _{p})\theta _{air}}
{\displaystyle \theta _{r}=\lambda _{p}\theta _{r,0}+(1-\lambda _{p})\theta _{air}}
وفي حالة ونزل:
{\displaystyle \theta _{a}=\lambda _{p}(\theta _{a,0}+w)+(1-\lambda _{p})\theta _{a,0}}
{\displaystyle \theta _{r}=\lambda _{p}(\theta _{r,0}-w)+(1-\lambda _{p})\theta _{r,0}}
حيث:
λp = الكسر الخطي من خط الالتماس على مادة صلبة ذات قساوة
θr,0 = انحسار زاوية الاتصال من الركيزة الملساء
θair = زاوية الاتصال بين المادة السائلة والهواء (عادة ما يُفرَض بأنها 180 درجة)

## اقرأ أيضاً
- مقاومة للماء
- مادة مضادة للبلل
- محب للماء
- عزل مائي
- التزهير
- فاعل بالسطح فلوري